# NGC 1148
NGC 1148 је спирална галаксија у сазвежђу Еридан која се налази на NGC листи објеката дубоког неба.
Деклинација објекта је - 7° 41' 8" а ректасцензија 2h 57m 4,3s. Привидна величина (магнитуда) објекта NGC 1148 износи 14,9 а фотографска магнитуда 15,5. NGC 1148 је још познат и под ознакама MCG -1-8-18, PGC 11148.